# Piper santaritanum
Piper santaritanum är en pepparväxtart som beskrevs av William Trelease. Piper santaritanum ingår i släktet Piper och familjen pepparväxter. Inga underarter finns listade i Catalogue of Life.